# Joey Jones
Joey Jones (Llandudno, Gales; 4 de marzo de 1955 – 22 de julio de 2025) fue un futbolista galés que se desempeñó en la posición de lateral izquierdo. a lo largo de su vida profesional.

## Carrera profesional

### Club
| Periodo   | Club                  | Apariciones | Goles |
| --------- | --------------------- | ----------- | ----- |
| 1973–1975 | Wrexham AFC           | 98          | 2     |
| 1975–1978 | Liverpool FC          | 72          | 3     |
| 1978–1982 | Wrexham AFC           | 146         | 6     |
| 1982–1985 | Chelsea FC            | 78          | 2     |
| 1985–1987 | Huddersfield Town AFC | 68          | 3     |
| 1987–1992 | Wrexham AFC           | 132         | 11    |

### Selección nacional
A nivel de selecciones menores jugó para Gales en la categoría sub-23 en cuatro ocasiones en los años 1970. Debutó con Gales en noviembre de 1975 ante Austria. Jugó a nivel de selección nacional en 72 ocasiones y anotó un gol, y su partido de retiro fue ante Canadá en mayo de 1986.
Al momento de su muerte, Jones fue el 15° en la lista histórica de Gales en partidos internacionales junto a Mark Hughes.

## Tras el retiro
Jones tuvo una cirugía del corazón en 2002, y luego pasó a trabajar con el Wrexham AFC con el equipo sub-18 y la reserva hasta su retiro en 2017. Terminó regresando al club como embajador del equipo juvenil en 2021. En 2001 fue entrenador interino posterior a la renuncia de Brian Flynn y antes de la llegada de Denis Smith.
En 2005 Jones completó su autobiografía titulada Oh Joey, Joey! acerca de su vida en el fútbol. Fue el libro de la semana por Sky Sports News en febrero de 2006. En ese mismo año, Jones fue nombrado héroe de culto del Wrexham en el programa de la BBC Football Focus. Jones también era respetado por los aficionados del Liverpool FC y en 2006 terminó en la posición 63 de los jugadores favoritos del Liverpool de todos los tiempos. 110,000 aficionados en el mundo votaron.

## Logros

### Club
- Welsh Cup: 1974–75
- Football League First Division: 1976–77[4]
- European Cup: 1976–77, 1977–78[4]
- UEFA Cup: 1975–76[4]
- European Super Cup: 1977[4]
- Football League Second Division: 1983–84

### Individual
- Futbolista del Año del Chelsea: 1982–83
- Futbolista del Año de Huddersfield Town: 1985–86
- PFA Team of the Year: 1988–89[12]